# Neșevți, Veliko Tărnovo
Neșevți (în bulgară Нешевци) este un sat în comuna Elena, regiunea Veliko Tărnovo,  Bulgaria. 

## Demografie
Componența etnică a satului Neșevți
     Bulgari (83,33%)
     Nicio identificare (16,66%)
     Altele (0%)
La recensământul din 2011, populația satului Neșevți era de 12 locuitori. Din punct de vedere etnic, majoritatea locuitorilor (83,33%) erau bulgari. Pentru 16,66% din locuitori nu este cunoscută apartenența etnică.